# Jan Schultsz
Jan Schultsz  (* 1965 in Amsterdam) ist ein holländischer Dirigent, Pianist und Professor, spezialisiert auf Liedbegleitung und Kammermusik.
Er ist Mitbegründer der Opera St. Moritz, deren Künstlerischer Leiter er bis 2012 war. Seit 2008 ist er Intendant des Engadin Festivals.

## Leben und Werk
Jan Schultsz studierte Klavier und Naturhorn bei Jan Wijn und Adriaan van Woudenberg am heutigen Conservatorium van Amsterdam. 1986 setzte er sein Studium an der Schola Cantorum Basiliensis bei Thomas Müller-Pering und am Conservatoire de Lausanne bei Bruno Schneider fort. Dort schloss er sein Studium mit dem Premier Prix de Virtuosité ab. An der Musik-Akademie der Stadt Basel ergänzte er seine pianistische Ausbildung bei László Gyimesi und Peter Efler.
Zwischen 1991 und 1995 studierte er in Basel, Bern und Zürich außerdem Dirigat bei Manfred Honeck und Ralf Weikert. Meisterkurse führten ihn u. a. zu Jorma Panula, Edward Downes und Ilja Alexandrowitsch Mussin.
Als Hornist spielte er in verschiedenen Orchestern wie dem Concertgebouw Orchestra, dem Radio Filharmonisch Orkest Hilversum, dem Sinfonieorchester Basel, der Camerata Bern und in verschiedenen Barockensembles wie Concerto Köln und dem Freiburger Barockorchester.
Als Kammermusiker und Liedbegleiter trat er in Europa mit Sängern und Instrumentalisten auf. Zu seinen musikalischen Partnern zählten Cecilia Bartoli, Werner Güra, Rachel Harnisch, Daniel Behle, Leila Schayegh, Pablo Márquez, die Brüder Gautier und Renaud Capuçon sowie Nicola Benedetti und Hanno Müller-Brachmann.
Als Gastdirigent leitete er europäische Orchester, wie das Kammerorchester Basel, das Tonhalle-Orchester Zürich, das Sinfonieorchester Basel, das Mozarteumorchester Salzburg, das Wiener Kammerorchester, das Genfer Kammerorchester, das Philharmonische Orchester von Luxemburg, das Radio Filharmonisch Orkest Hilversum und weitere. Von 1999 bis 2009 leitete Jan Schultsz das Orchestre de Chambre de Neuchâtel.
Als Operndirigent war er u. a. an Den Norske Opera und der Ungarischen Staatsoper. Ein besonderes Interesse bringt der in historisch-informierter Aufführungspraxis bewanderte Jan Schultsz der Wiederentdeckung vergessener Werke entgegen. So hat er unbekannte Opern von Gioachino Rossini, Vincenzo Bellini und Giuseppe Verdi zur Aufführung gebracht. Im Juni 2014 wurde ihm die Weltpremiere der vollständigen Fassung von Rossinis La gazzetta an der Opéra Royal de Wallonie in Lüttich übertragen.
Jan Schultsz wirkte in  Radio- und Fernsehproduktionen mit und nahm mehrere CDs auf. Die Aufnahme mit dem Tenor Werner Güra von Franz Schuberts Die schöne Müllerin wurde mit dem Diapason d’or ausgezeichnet.
Jan Schultsz war 2000 Mitbegründer der Opera St. Moritz und bis 2012 deren Künstlerischer Leiter. Seit 2008 ist er Intendant des Engadin Festivals. Darüber hinaus ist er Gründer und Präsident der Brassweek Samedan. Er ist Dozent für Kammermusik und Liedgestaltung an der Fachhochschule Nordwestschweiz.

## Diskografie (Auswahl)
- Robert Schumann: Dichterliebe. Mit Werner Güra. harmonia mundi, 2002.
- Hugo Wolf: Mörike-Lieder. Mit Werner Güra. harmonia mundi, 2005.
- Franz Schubert: Die schöne Müllerin. Mit Werner Güra. harmonia mundi, 2007.
- Joseph Joachim Raff: Piano Quartets. Mit Ensemble „Il Trittico“, David Greenlees. Divox, 2011.
- Hans Huber: Works for Violoncello & Piano. Mit Thomas Demenga. Bmn-medien, 2014.
- Hans Huber: Works for Piano Quintet. Mit Basler Streichquartett. Bmn-medien, 2015.
- Joseph Joachim Raff: Sanges Frühling & Maria Stuart. Mit Noëmi Nadelmann, Barbara Koselj, Thomas Oliemans. Divox, 2016.
- Hans Huber: Works for violin, violoncello & piano. Mit Chouchane Siranossian, Thomas Demenga. Bmn-medien, 2016
- Gioachino Rossini: La Gazzetta. Mit Orchester und Chor der Opéra Royal de Wallonie. Dynamic, 2016.
- Johannes Brahms: Sonaten für Violine & Klavier Nr. 1–3. Mit Leila Schayegh. Glossa, 2017.
- Johannes Brahms: Lieder & Duette. Mit Rachel Harnisch, Marina Viotti, Yannick Debus. PAN, 2019.